# Hampton Fancher

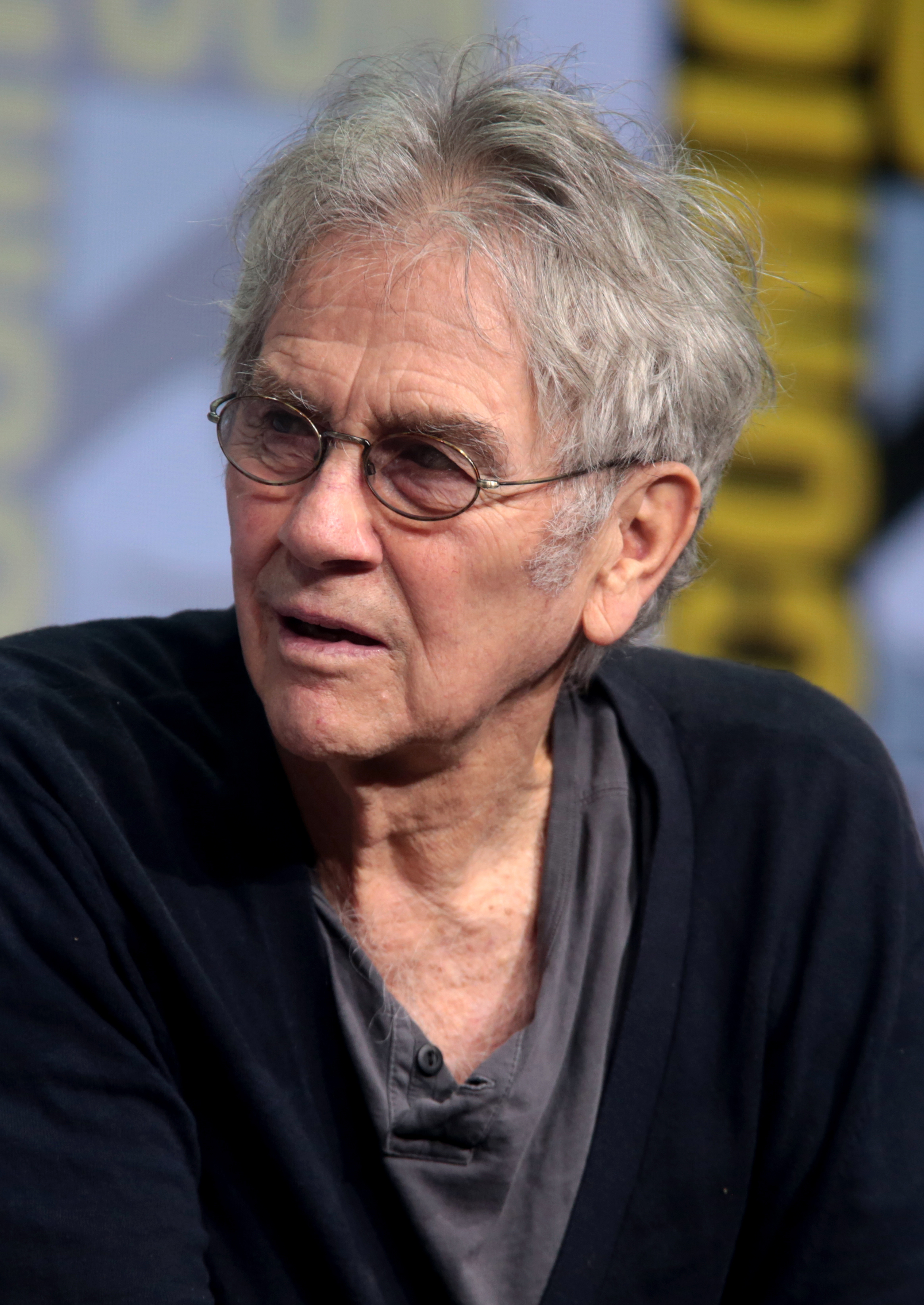
Hampton Fancher, 2017

Hampton Fancher III (* 18. Juli 1938 in Los Angeles, Kalifornien) ist ein US-amerikanischer Schauspieler, Drehbuchautor und Filmregisseur. Bekannt geworden ist er durch seine Mitarbeit am Drehbuch für den Film Blade Runner.

## Leben
Hampton Fanchers künstlerische Ambitionen haben ihren Niederschlag zunächst darin gefunden, dass er im Alter von 15 Jahren nach Spanien ausgerissen ist, um dort Flamencotänzer zu werden. Zurück in den USA, bestand seine erste Tätigkeit im Filmgeschäft darin, in The Brain Eaters einen Zombie zu verkörpern. Es folgten weitere Nebenrollen in einzelnen Folgen von Fernsehserien wie Abenteuer im wilden Westen, 77 Sunset Strip, Rauchende Colts, Bonanza und Auf der Flucht sowie in einigen weniger bedeutenden Filmen. Seine erste und bis dato einzige Hauptrolle hat er unter der Regie von Michael Pfleghar in der deutschen Fernsehproduktion Romeo und Julia 70 an der Seite von Tina Sinatra gespielt. Als Darsteller war er bis zum Jahr 1978 aktiv.
Wesentlich bekannter ist Fancher als Drehbuchautor geworden. Nachdem er Philip K. Dick überzeugt hatte, dessen Roman Träumen Androiden von elektrischen Schafen? zur Verfilmung freizugeben, und der Produzent Michael Deeley für das Projekt gewonnen worden war, schrieb Fancher erste Drehbuchfassungen für Blade Runner. Im weiteren Verlauf der Vorproduktion zeigte sich Ridley Scott, der als Regisseur engagiert worden war, mit Fanchers Arbeit unzufrieden, so dass David Webb Peoples damit beauftragt wurde, die endgültige Drehbuchfassung zu erarbeiten. Fancher ist damit jedoch nicht aus diesem Filmprojekt verdrängt worden: An Teilen der Drehfassung war er auch später noch beteiligt, und er wird auch offiziell als Co-Drehbuchautor des Films geführt. Darüber hinaus war er daran auch als Ausführender Produzent beteiligt.
Gemeinsam mit Michael Green schrieb er auch die Drehbücher zur Fortsetzung Blade Runner 2049 sowie den dazugehörigen Kurzfilmen 2036: Nexus Dawn und 2048: Nowhere to Run.
Darüber hinaus hat Fancher weitere Drehbücher für Filme geschrieben. Dazu zählen unter anderem Big Bad Man / Mord in der Karibik (The Mighty Quinn, 1989) und schließlich für die mit mehreren Filmpreisen ausgezeichnete Produktion The Minus Man (1999), an der er auch als Regisseur beteiligt war.
Hampton Fancher war vom 22. Dezember 1963 bis zur Scheidung im Jahr 1965 mit Sue Lyon, der Darstellerin der Lolita im gleichnamigen Film von Stanley Kubrick, verheiratet.

## Filmografie (Auswahl)
Als Darsteller:
- 1958: The Brain Eaters (nicht im Abspann erwähnt)
- 1959–1960: Black Saddle (Fernsehserie, 7 Folgen)
- 1960: Kein Fall für FBI (The Detectives, Fernsehserie, 1 Folge)
- 1961: Sein Name war Parrish (Parrish)
- 1962: Abenteuer in Rom (Rome Adventure)
- 1969: Romeo und Julia 70
- 1970: Wie kommt ein so reizendes Mädchen zu diesem Gewerbe?
- 1974: Get Christie Love!
- 1974: Zur Adoption freigegeben (The Stranger Who Looks Like Me)
- 1975: Die Kehrseite der Medaille (The Other Side of the Mountain)
- 1976: Survival
- 1978: O’Malley, bitte melden (Last of the Good Guys) (nicht im Abspann erwähnt)

Als Drehbuchautor:
- 1982: Blade Runner
- 1989: Big Bad Man / Mord in der Karibik (The Mighty Quinn)
- 1999: The Minus Man
- 2017: Blade Runner 2049
- 2017: 2036: Nexus Dawn (Kurzfilm)
- 2017: 2048: Nowhere to Run (Kurzfilm)

Als Regisseur:
- 1999: The Minus Man

Als Ausführender Produzent:
- 1982: Blade Runner

## Auszeichnungen
Für The Minus Man wurde Fancher mit dem Special Grand Prize of the Jury des Montréal World Film Festivals ausgezeichnet worden. Für diesen Film war er außerdem für den Grand Jury Prize des Sundance Film Festivals, für eine Auszeichnung des Festival des amerikanischen Films in Deauville sowie für einen weiteren Preis des Montréal World Film Festivals nominiert.